# Allahverdi Khan
Pour les articles homonymes, voir Khan (homonymie).
Allahverdi Khan (en persan : الله وردی خان) qui signifie Dieu a donné en azéri est un général iranien de l'époque safavide d'origine géorgienne né vers 1560 et mort le 3 juin 1613.

## Biographie
Chrétien né en Géorgie, Allahverdi, également surnommé Undiladze, est fait prisonnier par les armées de Chah Abbas Ier au cours d’une campagne militaire dans le Caucase. Converti de force à l’islam, il est enrôlé au sein de l’armée et affecté dans l’unité Gholam, composée de soldats chrétiens captifs dont elle tire son nom. Cette unité a été créée par Chah Abbas afin de contrebalancer l’influence des Qizilbashs qui constituent alors le noyau principal de l’aristocratie militaire séfévide.
Après avoir pris part à l’assassinat en 1589 du puissant vakil Morshed-Kholi Khan Ostajlu à l’instigation de Chah Abbas, Allahverdi est fait sultan et nommé gouverneur de Jorpadagan, près d’Ispahan. Gravissant rapidement les échelons sociaux, il est d’abord promu commandant de l’armé des Gholams, ce qui en fait un des cinq principaux officiers de l’administration. Vers 1595/1596, sa nomination au poste de gouverneur de Fars fait de lui le premier Gholam à bénéficier de fait d’un statut égal à celui des émirs qizilbashs. Ce fait marque également un tournant dans la politique d’administration des grandes provinces par les Séfévides, qui souhaitent les voir gouvernées par des personnages moins indépendants que les émirs, et nommés directement par le Chah. L’année suivante, il est réaffecté au poste de gouverneur de Kohkiluyeh et Buyer Ahmad, puis, est nommé commandant en chef des armées, ou sardar-e-lashkar. C’est à ce titre qu’en 1598, il prend une part décisive dans la reconquête d’Hérat, tombée sous le joug de tribus ouzbèkes. Peu après cette victoire, appliquant une sentence de mort prononcée par Chah Abbas, il exécute l’émir qizilbash Farhad Khan Qaramanli, et devient l’homme le plus puissant de l'Iran après le shah. Conseillé par l’aventurier et voyageur britannique Robert Shirley, il réorganise l’armée en 1600, en faisant passer les effectifs des gholams de 4 000 à 25 000 hommes.
Les armées perses mènent alors une série de campagnes victorieuses aux frontières orientales et occidentales du royaume séfévide, dont la conquête de Bahreïn en 1601/1602 est emblématique.
Allaverdi Khan est également connu pour avoir ordonné la construction de nombreux ouvrages publics comme le célèbre pont Si-o-Se Pol qui enjambe la rivière Zayandeh rud à Ispahan, et pour ses œuvres charitables.

## Postérité
Allahverdi Khan laisse au moins deux fils qui, pendant une vingtaine d'années, conservent une place prépondérante à la cour séfévide d'Ispahan :
- Iman Qouli Khan Undiladzé ;
- Daoud Khan Undiladzé.

## Sources
- (en) Roger M. Savory, « Allāhverdī Khan », dans Encyclopædia Iranica (lire en ligne).
- (en) Alexander Mikaberidze, « Allahverdi Khan », sur georgianbiography.com, 2007 (consulté le 20 avril 2010).